# Валадье-Пикар, Ромен
Ромен Валадье-Пикар (фр. Romain Valadier-Picard; род. 20 июля 2002, Париж) — французский дзюдоист, серебряный призёр чемпионата мира 2025 года, бронзовый призёр чемпионата Европы 2023 года.

## Биография
Ромен Валадье-Пикар борется в весовой категории до 60 килограммов и представляет Францию на международной спортивной арене.
Ромен является чемпионом Европы среди юношей 2019 года в категории до 50 кг и серебряным призером чемпионата мира среди юношей 2019 года в Алматы в этой же категории. В категории до 60 кг он является бронзовым призером чемпионата Европы среди юниоров 2020 года, чемпионом Европы среди юниоров 2021 года и бронзовым призером чемпионатов мира среди юниоров 2021 и 2022 годов.
В ноябре 2023 года, в Монпелье, на чемпионате Европы, французский дзюдоист в весовой категории до 60 кг стал обладателем бронзовой медали, в поединке за третье место победив титулованного бельгийского спортсмена Йорре Ферстрэтена.
В июне 2025 года на чемпионате мира в Будапеште в весовой категории до 60 кг завоевал серебряную медаль. В схватке за титул уступил сопернику из Японии Рюдзю Нагаяме.